# Vindobona

Planul Vindobonei (pe la anul 250)

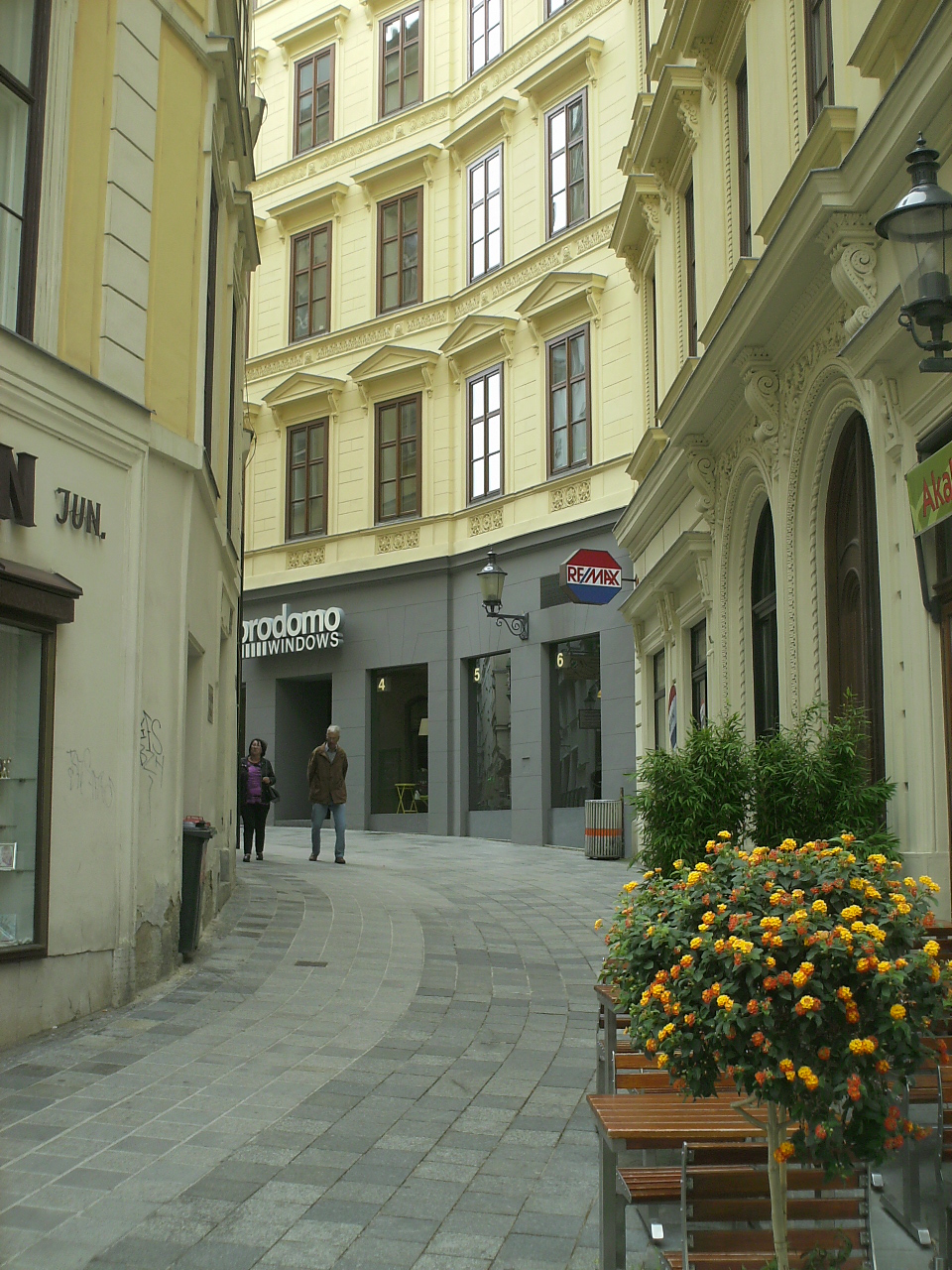
Legiunea romană a Vindobonei se afla în acest colț al străzii Naglergasse din Viena

Vindobona a fost o așezare de pe teritoriul de astăzi al orașului Viena. Numele poate proveni de la celticul windo = „alb” și bona = „loc împrejmuit, oraș”.
Aproximativ în jurul anului 15 Noricum a devenit provincie a Imperiului Roman, iar Dunărea a devenit granița imperiului. Istoria Vienei ca localitate începe la mijlocul secolului I, odată cu construcția pe teritoriul orașului de astăzi a avanpostului Legiunii a XV-a. În paralel cu taberele militare a început să se dezvolte și zona civică a orașului.
La începutul secolului al V-lea Vindobona a cunoscut un puternic incendiu, iar la sfârșitul aceluiași secol, romanii au părăsit aceste locuri.